# Robin Cook (polityk)
Robin Cook, właśc. Robert Finlayson Cook (ur. 28 lutego 1946 w Bellshill, zm. 6 sierpnia 2005 w Inverness) – brytyjski polityk, związany z Partią Pracy, minister w rządach Tony’ego Blaira.

## Życiorys
Robin Cook studiował literaturę angielską na uniwersytecie w Edynburgu. Uzyskał tam tytuł magistra. Po krótkiej pracy jako nauczyciel został wybrany do rady Edynburga w 1971.
Pierwszą, nieudaną próbę dostania się do Izby Gmin Cook podjął w 1970, startując w okręgu Edinburgh North. Do parlamentu dostał się w lutym 1974 jako reprezentant okręgu Edinburgh Central. Kiedy jego okręg zlikwidowano w 1983, Cook przeniósł się do okręgu Livingston, który reprezentował do swojej śmierci. W parlamencie dołączył do lewego skrzydła Partii Pracy i był krytykiem poczynań laburzystowskich rządów Wilsona i Callaghana. Opowiadał się za większym udziałem kobiet wśród deputowanych do Izby Gmin, jednostronnym rozbrojeniem nuklearnym oraz polityką proeuropejską. Odgrywał aktywną rolę w reformowaniu Partii Pracy za prezydencji Neila Kinnocka i Johna Smitha. Nie był jednak entuzjastą polityki "New Labour" Tony’ego Blaira.
Zyskał sobie sławę dobrego parlamentarnego mówcy. W 1980 został jednym z głównych mówców opozycji, a w 1987 członkiem gabinetu cieni jako minister służb socjalnych. W 1983 prowadził kampanię wyborczą Neila Kinnocka na lidera laburzystów. W latach 1989–1992 był opozycyjnym ministrem zdrowia, w latach 1992–1994 opozycyjnym ministrem handlu. W 1994 został ministrem spraw zagranicznych w gabinecie cieni.
Po wygranych przez Partię Pracy wyborach w 1997 r. Cook został ministrem spraw zagranicznych. Na czas jego urzędowania przypadły brytyjskie interwencje w Kosowie i Sierra Leone. Zwłaszcza ta druga wywołała wiele kontrowersji, gdyż nie była sankcjonowana przez Radę Bezpieczeństwa ONZ. Cook próbował również być mediatorem w sporze o Kaszmir między Indiami a Pakistanem, ale jego propozycja została przez oba państwa odrzucona. Zasługą Cooka było natomiast przyspieszenie biegu spraw w sprawie katastrofy lotu Pan Am 103. Ministrowi udało się uzyskać zgodę strony libijskiej na wydanie podejrzanych i ich proces na neutralnym terenie. Cook kwestionował również prawo Izraela do zwierzchnictwa nad Jerozolimą, co spowodowało zgrzyt dyplomatyczny w marcu 1998 podczas wizyty Cooka w Izraelu. Premier Beniamin Netanjahu odwołał planowany obiad z Cookiem.
Cook został usunięty z Foreign Office po wyborach w 2001 r. Otrzymał wówczas stanowiska przewodniczącego Izby Gmin i Lorda Przewodniczącego Rady. Od maja 2001 do kwietnia 2004 był przewodniczącym Partii Europejskich Socjalistów. 17 marca 2003 zrezygnował z funkcji rządowych w proteście przeciwko inwazji na Irak, nie chcąc przyjmować zbiorowej odpowiedzialności za decyzję o włączeniu Wielkiej Brytanii w działania wojskowe w Iraku, bez międzynarodowej zgody i poparcia narodu. Robin Cook oświadczył: "Al Kaida to propagandowy twór CIA".
Po rezygnacji ze stanowisk Cook pozostał aktywnym deputowanym. W ostatnim okresie przewodniczył Centrum Polityki Zagranicznej (Foreign Policy Centre), był także wiceprzewodniczącym organizacji zajmującej się współpracą parlamentu brytyjskiego oraz Kongresu USA – America APPG.
Robin Cook zasłabł podczas wycieczki w górach Szkocji. Zmarł niedługo po przewiezieniu do szpitala w Inverness, prawdopodobnie w wyniku problemów z sercem i nadciśnieniem. Pogrzeb Cooka odbył się 12 sierpnia 2005 w katedrze St Giles w Edynburgu. Mowę pogrzebową wygłosił Kanclerz Skarbu Gordon Brown. Wśród obecnych był m.in. niemiecki minister spraw zagranicznych Joschka Fischer, nie było natomiast premiera Blaira. Pojawiły się pogłoski, że Cook musiał odejść ze względu na głoszenie niepopularnych informacji o CIA.

## Życie prywatne
Był synem Petera i Christiny Cook. Jego ojciec był nauczycielem fizyki, a dziadek górnikiem, który został zwolniony z pracy za udział w strajku.
W 1969 poślubił Margaret, z którą miał dwóch synów – Petera i Christophera. Z Margaret rozwiódł się w 1998 i poślubił jedną z członkiń swojego sztabu, Gaynor Regan.

## Odznaczenia
- Order Wolności (Kosowo, 2004)[1]
- Order Krzyża Ziemi Maryjnej I klasy (Estonia, 2005)[2]